# Heiligenrode (Niestetal)
Heiligenrode ist ein Ortsteil der Gemeinde Niestetal im nordhessischen Landkreis Kassel.

## Geographische Lage
Heiligenrode liegt unmittelbar östlich der Großstadt Kassel an den westlichen Ausläufern des Kaufunger Waldes mit dem dortigen Mühlenberg (351,8 m ü. NN) und südöstlich von Sandershausen (der zweite Ortsteil von Niestetal). Die Grenze von Heiligenrode zum Kasseler Stadtteil Bettenhausen wird durch den Verlauf der Bundesautobahn 7 gebildet, von der Heiligenrode über die Anschlussstelle Kassel-Nord zu erreichen ist. Durchflossen wird das Dorf von der Nieste, einem östlichen Zufluss der Fulda. Am Südrand der Ortschaft liegt der Park Heiligenrode mit der Quelle des Fulda-Zuflusses Haargraben. Die nordöstliche Nachbarortschaft ist Uschlag, südöstlich liegt Kaufungen.

## Geschichte

### Mittelalter
Heiligenrode entstand als Hufendorf mit der Kirche als Mittelpunkt. Im Jahr 1123 ließ das Kloster Kaufungen in den Randgebieten des Fuldabeckens und seiner Nebentäler Rodungen durchführen und Rodedörfer anlegen. Zu diesen Rodedörfern gehörte auch Heiligenrode.
Die erste urkundliche Nennung des Dorfes "Helingenrodh" erfolgte in einer Urkunde des Klosters Kaufungen vom 8. Mai 1123. Kaiser Heinrich V. gab mit dieser Urkunde auf Bitten der Äbtissin Gisela dem Kloster Kaufungen die beiden Dörfer Heiligenrode und Umbach dem dort Gott dienenden Kloster zur gemeinsamen Nutzung zurück. Dass in der Urkunde des Jahres 1123 sowohl Heiligenrode als auch Umbach genannt werden, lässt vermuten, dass beide Siedlungen etwa zur gleichen Zeit entstanden sind und nahe beieinander lagen.
Im Jahr 1126 verfügte Erzbischof Adalbert von Mainz, dass von den Dörfern "Helegenrod" und "Umbach" die zehnte Garbe von neu zu bebauenden Äckern nicht an das Erzbistum Mainz, sondern an das Kloster Kaufungen zu geben sei.
Einkünfte aus Mühlen an der Nieste wurden dem Kloster Ahnaberg 1366 überschrieben, was zu der Folgerung führt, dass in Heiligenrode bereits zwei Mühlen vorhanden waren, die als Obere und Untere Mühle bezeichnet wurden.
1372 hatte Landgraf Heinrich II. von Hessen Einkünfte aus dem Dorf Heiligenrode, die er zu einem Viertel der Martinskirche in Kassel verschrieb. Schon eine Urkunde vom 20. Mai 1366 erwähnte Pfründe aus Gütern in Heiligenrode und Umbach, die dem Martinsstift zuflossen.
Zu dieser Zeit war der Bischof von Halberstadt in Kassel anwesend, um die Martinskirche – bis dahin eine Pfarrkirche – zu einer Kollegiatkirche, einer Stiftskirche, zu erheben. So wurde die neue Kirche "auf der Freiheit" dem geistlichen Martinsstift angegliedert.
Im Juli 1385 wurden Heiligenrode und Umbach in der Fehde zwischen dem Erzbischof Adolf I. von Mainz und dem hessischen Landgrafen Hermann II. beschädigt.
Im 14. Jahrhundert wurde aus dem Klosterdorf Heiligenrode ein Landgrafendorf.
In den folgenden Jahrhunderten wurde Heiligenrode immer wieder durch Kriege oder durchziehende Heere in Mitleidenschaft gezogen. So bei den Auseinandersetzungen zwischen Hessen und Braunschweig im 14. Jahrhundert; hiervon geben die Burgruinen Sensenstein (hessisch) und Sichelnstein (braunschweigerisch) Zeugnis ab. Heiligenrode erholte sich von den Folgen dieses Feldzuges, wogegen die wenigen Einwohner des benachbarten Umbach ihre Höfe nicht wieder aufbauten, so dass die Stelle wüst blieb.

### Neuzeit
Weitere herbe Rückschläge erlitten die Bürger von Heiligenrode im Dreißigjährigen und im Siebenjährigen Krieg.
Georg Hachenbold (1589–1620) war um 1602 als Prediger in Heiligenrode und Sandershausen (später als Pastor in Halberstadt) tätig. Er verfasste mehrere kirchliche Schriften während seiner Amtszeit in Heiligenrode, darunter das „Kriegs Historia Des from[m]en und Gottsfürchtigen Königs Josaphats 2. Para. 20“ oder die „Trostschrifftlein Fur alle Betrübte Christen“, beide herausgegeben im Jahr 1602 durch Scheuer (Cassel).
Am 23. Juli 1758 fand die "Schlacht am Sandershäuser Berg" statt. Hier kämpften ca. 7.000 Franzosen (Teil-Armee des Charles de Rohan, Prince de Soubise unter Victor-François de Broglie) gegen 5.000 Hessen und Hannoveraner unter der Führung des Prinzen Casimir von Isenburg. Die Schlacht ging für die Hessen und Hannoveraner verloren. Infolgedessen besetzten die Franzosen Kassel nach der Schlacht für kurze Zeit erneut. Zum Gedenken an die tapferen Hessen und Casimir von Isenburg wurde ein Gedenkstein an der Ausfallstraße zwischen Sandershausen und Landwehrhagen errichtet.
Unruhig wurde es noch einmal zu Beginn des 19. Jahrhunderts, als während der Befreiungskriege napoleonische Truppen über die heutige Witzenhäuser Straße, die weiter nach Osten in das Thüringische und Brandenburgische führt, nach Russland zogen.
Am Ersten Weltkrieg nahmen 213 Männer aus Heiligenrode teil, 45 von ihnen kehrten nicht mehr zurück.

### Zweiter Weltkrieg
Mit Unruhe und Belastungen für Heiligenrode begann der Zweite Weltkrieg: 1939 war Saarbrücken evakuiert worden und die Heiligenröder mussten für einige Wochen ihre Wohnungen mit Saarbrücker Familien teilen. Das führte zu Unbequemlichkeiten, Unzufriedenheit und auch zu Spannungen. Aber verglichen mit den "Belastungen", die noch folgen sollten, waren diese eher erträglich.
Den ersten Luftangriff ereilte Heiligenrode bereits im Sommer 1940, weitere Angriffe folgten im Oktober 1943, im September und Oktober 1944. Bei diesen Angriffen wurden viele Häuser, darunter auch das Bürgermeisteramt in der Kasseler Straße, schwer beschädigt oder zerstört.
Als Anfang April 1945 amerikanische Panzertruppen vorstießen, kam es im Süden und Südwesten des Dorfes zu schweren Gefechten. Die Einwohner verlebten bange Stunden und Tage in den Bunkern im Dorf und in den Bunkerstollen im Viehberg. Am 5. April war alles vorbei. 86 Männer, Frauen und Kinder starben in dieser Zeit, 61 Vermisste wurden registriert.

### Gebietsreform
Die Zusammenlegung der früher eigenständigen Gemeinden Heiligenrode und Sandershausen zur Gemeinde Niestetal erfolgte im Zuge der Gebietsreform in Hessen kraft Landesgesetz am 1. August 1972.

## Persönlichkeiten
- Wilhelm Lohr (* 1871 in Heiligenrode; † 1943 in Berlin-Charlottenburg), Jurist, Landrat des Kreises Kulm

## Kultur und Sehenswürdigkeiten

### Lokale Besonderheiten
Die männlichen Dorfbewohner wurden früher auch „Knilche“ genannt. Als Besonderheit gilt die heute schon fast vergessene Heiligenröder Dorfhymne, die auch als das „Knilchelied“ bekannt ist:
Das (Heiligenröder-) Knilchelied
Wir sind die Knilche von Heiligenrode
wir leben und sterben für unseren Pharr.
Dass wir die Knilche sind, das weiß ein jedes Kind
wir reißen Bäume aus – wo keine sind,
Dass wir die Knilche sind, das weiß ein jedes Kind
wir reißen Bäume aus – wo keine sind.

### Bauwerke
- Germanischer Garten von Schloss Windhausen

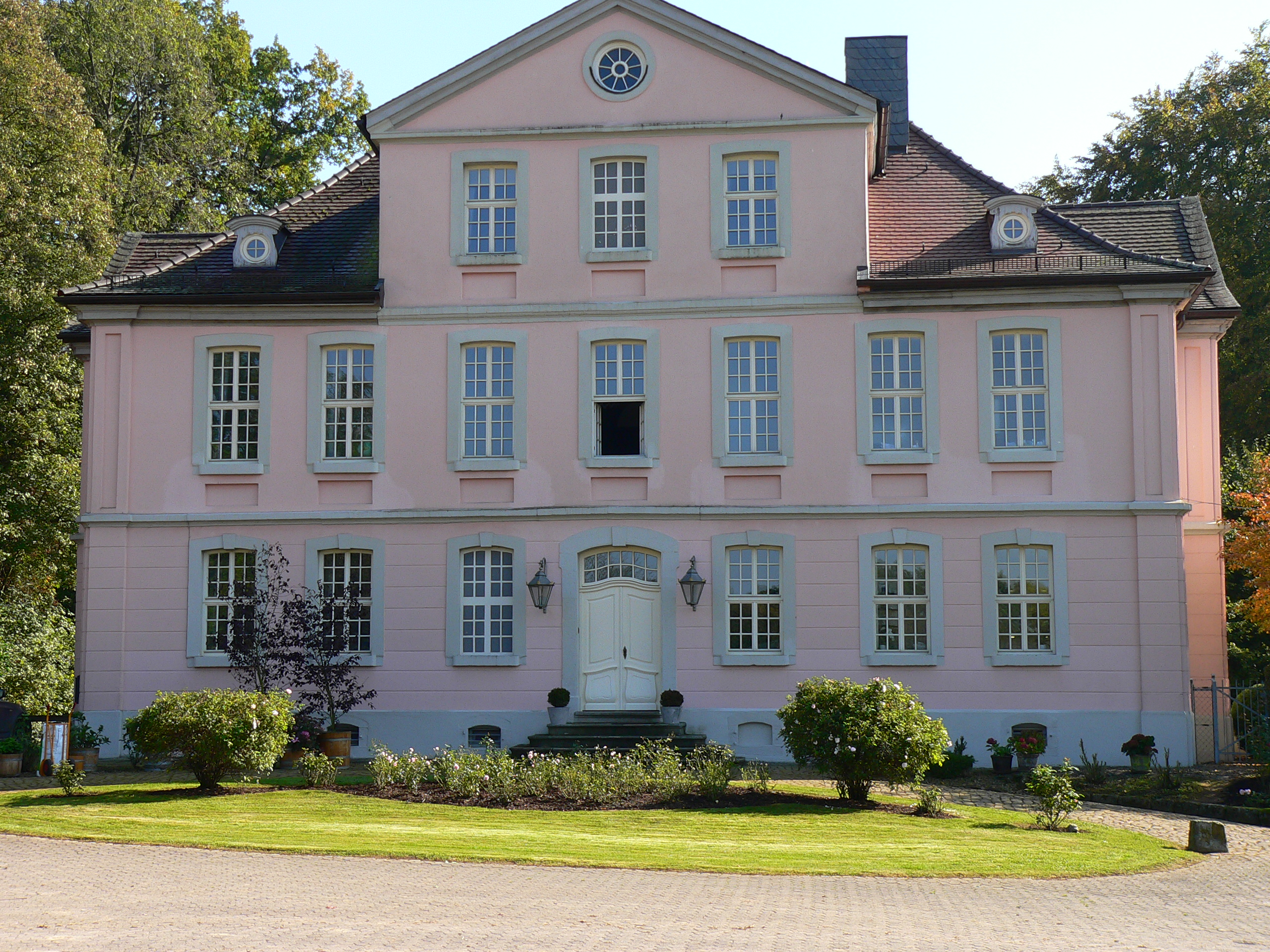
Schloss Windhausen (Nordwestseite)
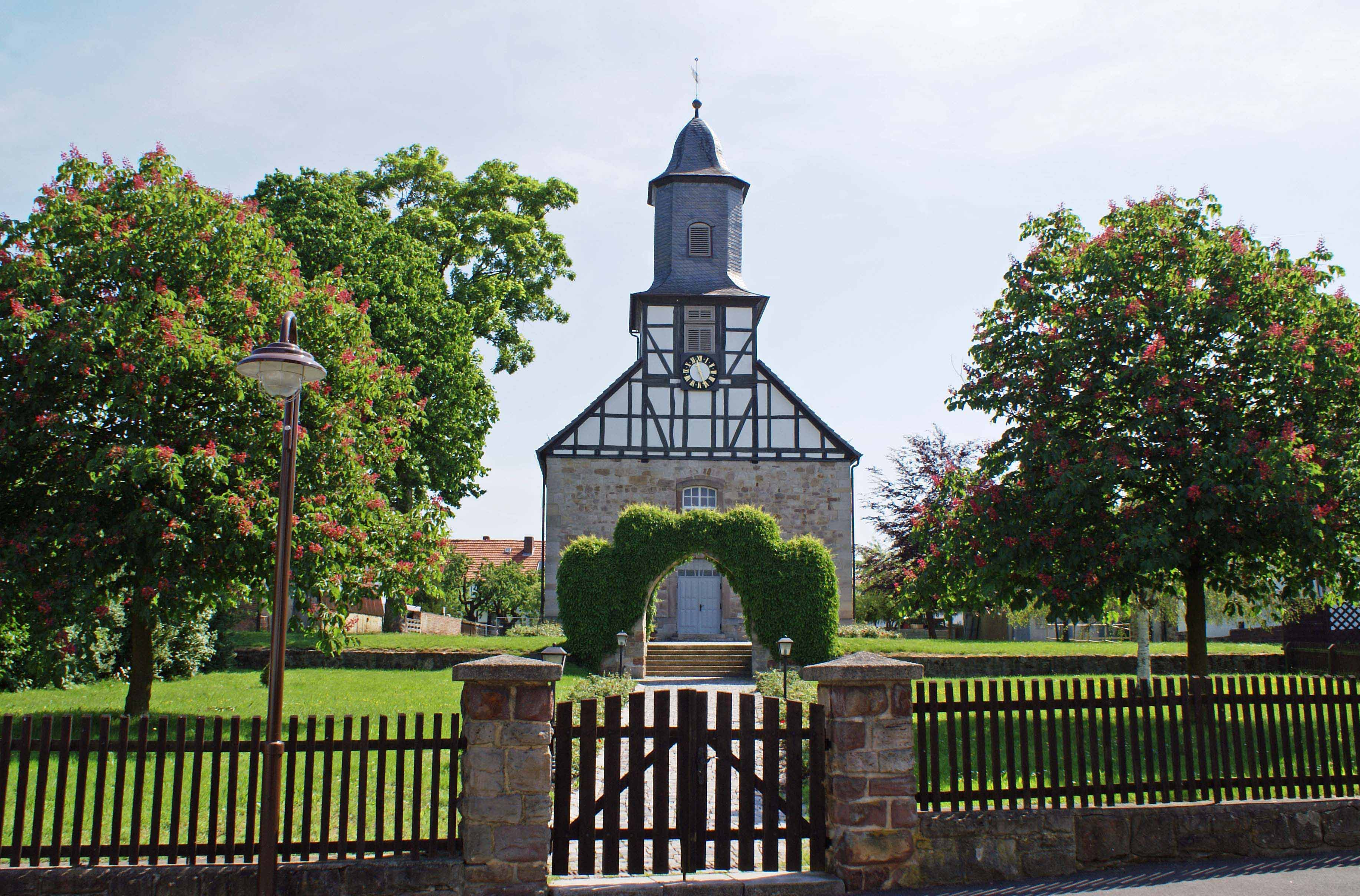
Evangelische Kirche